# Веретельник Андрій Ількович
Андрій Ількович Веретельник (псевдоніми і криптоніми: а; А. В., В., (в); нар. 1881 — дата смерті невідома) — український письменник, етнограф, перекладач, прозаїк.

## Життєпис
Навчався у Києві. По смерті батька, разом з мамою та п'ятьма братами і сестрами переїхав з Києва у Галичину. Тут, в Галичині А. Веретельник продовжив навчання у Промисловій школі у Кам'янці Струмиловій (нині Кам'янка-Бузька, Львівської області). Середню освіту не зміг здобути через скрутне матеріальне становище, хоча й відзначався настирливістю та здібностями до навчання.
Наприкінці 1890-х років Веретельник став членом Товариства імені Шевченка. На роботу у редакцію «Літературно-наукового вістника» прийняли його за рекомендацією Костя Паньківського. Згодом він працював у книгарні НТШ. Тоді ж збирав етнографічні матеріали та писав новели, які у 1899—1900 роках були надруковані у часописах «Громадському голосі» та «Літературно-науковому вістнику».
Трудову діяльність А. Веретельник продовжив в інших установах (Ставропигійська книгарня, Просвіта, «Карпатія») та в різних часописах Галичини і Буковини, обіймаючи важливі посади: видавця «Народної бібліотеки» (січень 1905), видавця і відповідального редактора «Основи» (червень — вересень 1906, вересень 1907 — липень 1908), видавця і редактора «Дзвону» (вересень — грудень 1906), видавця, «начального» і «одвічального» редактора «Народного слова» (серпень 1908 — листопад 1909), відповідального редактора «Народного голосу» (грудень 1909 — грудень 1911). До речі, «Основу» редагував з ініціативи Митрополита Андрея Шептицького, «Народний голос» — на прохання відомого буковинського мовознавця, громадсько-політичного, культурного й економічного діяча, почесного члена НТШ Степана Смаль-Стоцького.
На початку XX століття А. Веретельник виїхав з Галичини у Росію, де слід його загубився. Подальша його доля невідома.

## Творчість
Найдавніша публікація А. Веретельника датується 1898 роком і є вона переказом відомої казки «Коник-горбоник». Його власні прозові твори уперше були надруковані у 1899—1900 роках в часописах «Громадський голос» та «Літературно-науковий вістник». На шпальтах часопису «Громадський голос» читачі отримали можливість ознайомитися з наступними його новелами:
- «За пятнайцять крейцерів»;
- «Пощастило»;
- «Відданий»;
- «Егекутор».

А на шпальтах іншого часопису «Літературно-науковий вістник» ознайомитися з його творами:
- «Забув малюнок»;
- «Шкода»;
- «Квіток»;
- «Батькова шапка»;
- «Пані»;
- «Або сиди, або плати»;
- «Школяр».

Також А. Веретельник публікувався в інших періодичних виданнях — у «Руслані» (1900—1903), «Приятелі» (1903), «Поступі» (1903—1905), «Дзвоні» (1906), «Основі» (1906—1908), «Народному слові» (1908—1909), «Народному голосі» (1909—1911). Значну частину своїх прозових творів А. Веретельник надрукував також на шпальтах серійного книжкового видання «Бібліотека для рускои молодежи пôдъ редакцією Юліяна Насальского», драматичних творів — на сторінках «Театральної біблиотеки посланника».
У 1900 році вийшло перше етнографічне дослідження А. Веретельника, в якому автор описав знаряддя праці (сокири, пили), способи заготівлі лісу і технологію виготовлення будівельних матеріалів (брусів, клепок, дощок тощо), що побутували в Кам'янецькому повіті наприкінці XIX століття. У 1903 році була опублікована інша його етнографічна розвідка — про олійництво як важливий спосіб первинної переробки харчових продуктів. Наукова цінність кожної з них також у тому, що текстову частину доповнюють досить якісні рисунки. Обидві статті були рекомендовані до друку на засіданнях Історично-філософічної секції: 7 листопада 1900 року — «Рубаннє і виготовлюваннє дерева», 28 жовтня 1903 року — «Олійні у північно-східній Галичині».
Веретельник зібрав значну кількість фольклорних матеріалів. 1898 року у Кам'янці Струмиловій його зусиллями було записано текст різдвяної гри про Ірода, а також відомості про одяг місцевих вертепних персонажів, які відтак використав Іван Франко у десятому розділі свого відомого дослідження «До історії українського вертепа XVIII в.». Десятки прислів'їв і приказок гідно представляють Кам'янецький повіт (села Стоянів, Сілець Беньків, місто Кам'янка Струмилова) у тритомному корпусі І. Франка «Галицько-руські народні приповідки», а саме прізвище збирача значиться серед найбільших знавців українського народного мудрослів'я. Зразки усної народної творчості у записах А. Веретельника досить часто публікував на шпальтах «Етнографічного збірника» В. Гнатюк.
25 легенд, які дослідник записав у 1900 і 1902 роках у різних місцевостях Кам'янко-Струмилівського повіту (Стоянів, Кам'янка Струмилова, Сілець Беньків, Теребінь, Добротвір, Стриганка, Кривулянка, Руда-Сілецька), В. Гнатюк помістив у дванадцятому та тринадцятому томах «Етнографічного збірника». Серед наявних тут різних зразків усної словесності цього жанру наукову цінність мають такі, як «Хлопське і бабське волося», «Божий світ», «Про Самсона», «Про царя Давида і його смерть», «Як Соломон важив бабський розум», «Чому люди не знають, коли пімруть», «Звідки взяв ся вітер?», «Про сьвятих козаків», «Дяк-музика», «Вічний дід», «Вічний танець», «Про печери з Почаєва до Київа», «Як дівчина стала каменем» та інші.
У першому томі упорядкованого та опублікованого зусиллями В. Гнатюка видання «Колядки і щедрівки» вміщена коляда «По цілім сьвіті стала сі новина», яку А. Веретельник зафіксував на початку 1903 року у селі Сілець Беньків. За твердженням В. Гнатюка, у 1902 році дослідник записував колядки також у селі Лани Кам'янко-Струмилівського повіту. Нарешті, у тритомній збірці В. Гнатюка «Коломийки», яка зайняла 17—19 томи «Етнографічного збірника», наявні десятки зразків народних творів цього жанру в записах А. Веретельника — із сіл Батятичі, Лапаївка, Руда-Сілецька та Сілець Беньків.
Відомо також, що дослідник спеціально збирав етнографічні відомості про народну медицину. У 1906 році Веретельник вже завершує їх опрацювання і незабаром мав передати підготовлений збірник для друку в НТШ, але подальша доля цього збірника етнографічних матеріалів не відома й досі. Невідомою є також історія колекції срібних і мідних монет, які народознавець зібрав у селі Стоянові та передав у музей Наукового товариства імені Шевченка у вересні 1903 року. 
Також є автором побутово-етнографічних оповідань з народного життя, творів на історичні теми («Маруся Богуславка», 1903; «Для своїх рідних», 1907), науково-популярних брошур («Оповідання для Вука Караджича», 1906) та інших. Перекладав українською мовою твори: Олександра Купріна «Собача доля» (1909), Дмитра Маміна-Сибіряка «Дитячі оповідання» (1900), Льва Толстого, Антона Чехова.